# 예타강

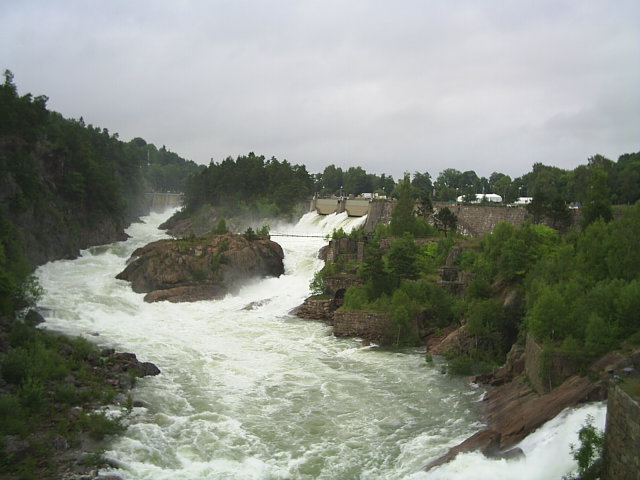
예타강에 위치한 트롤헤탄 폭포 (Trollhattefallen)

예타강(스웨덴어: Göta älv 예타 엘브[*])은 스웨덴 서부 연안에 위치한 강으로 길이는 93 km, 유역 면적은 50,229.3 km2, 평균 유량은 575 m3/s이다. 강 이름은 스웨덴어로 "기트인의 강"을 뜻한다.
베네른호에서 발원하여 예테보리와 접하고 있는 카테가트 해협으로 흘러간다. 트롤헤탄에는 예타강의 댐, 운하 갑문, 수력 발전소가 설치되어 있다. 예타강의 수력 발전소는 트롤헤탄 인근에 위치한 철강 산업 시설에 전력을 공급하며 산업 혁명에 기여했다. 스톡홀름과 발트해를 연결하는 예타 운하의 일부를 형성한다.